# Rochdale
Rochdale är en stad i grevskapet Greater Manchester i England. Staden är huvudort i distriktet med samma namn och ligger vid floden Roch, cirka 16 kilometer nordost om centrala Manchester. Tätortsdelen (built-up area sub division) Rochdale hade 107 926 invånare vid folkräkningen år 2011.
Staden är känd som födelseplats för den kooperativa rörelsen år 1844. Rochdale Society of Equitable Pioneers var den första moderna kooperationen. Stadens fotbollslag heter Rochdale AFC.
Staden nämndes i Domedagsboken (Domesday Book) år 1086, och kallades då Recedham.